# 勝平
勝平（かつひら）は、秋田県秋田市にある地区（広域地名）。人口は13,846人（2010年10月1日現在、住民基本台帳人口調査による）。
現行町名では新屋朝日町、新屋勝平台、新屋勝平町、新屋北浜町、新屋寿町、新屋下川原町、新屋天秤野、新屋船場町、新屋松美ガ丘北町、新屋松美ガ丘東町、新屋松美ガ丘南町、新屋松美町、新屋南浜町、新屋豊町、新屋割山町、向浜一丁目、向浜二丁目、及び住居表示未実施地区の新屋町字砂奴寄、字下川原、字天秤野、字三ツ小屋、字割山からなる。

## 地理
秋田市の西部に位置する。勝平山（標高50.7m）を中心とした丘陵地。雄物川、秋田運河、日本海に囲まれ、島をなしている。北部の向浜に向浜工業団地、向浜スポーツゾーンを有する。警察施設も多い。
1938年（昭和13年）に開通した雄物川放水路によって旧河辺郡新屋町が南北に分断されたうちの北側に当たる。1941年（昭和16年）4月1日に新屋町が秋田市へ編入された後も全域が大字新屋町の一部であり、現在でも向浜を除き「新屋○○」という町名・字名だが、向浜も含めて勝平地区として扱われ、雄物川放水路以南の新屋地区（秋田市立日新小学校の学区相当）とは行政上も区別される事が多い。NTT東日本の収容局上も、日新小学区は新屋収容局であるのに対し、勝平地区は秋田大町収容局の管轄となっており、市内局番も異なる（ただし、888局番のみ、次の桁に8〜9が来るものが新屋収容局、0〜5が来るものが秋田大町収容局となる）。
北東から時計回りに、土崎港、寺内、八橋、川尻、茨島、新屋（勝平以外の地区）と接する。

### 河川
- 雄物川
- 秋田運河（旧雄物川）

#### 橋梁
| 名称               | 河川     | 路線                                     | 此岸                | 彼岸                  |
| ------------------ | -------- | ---------------------------------------- | ------------------- | --------------------- |
| 雄物大橋           | 雄物川   | 国道7号（秋田南バイパス）                | 新屋町字三ツ小屋    | 新屋町字新町後        |
| 雄物新橋           | 雄物川   | 秋田県道65号寺内新屋雄和線（羽州浜街道） | 新屋船場町          | 新屋元町              |
| 茨島橋（新屋水門） | 秋田運河 | 秋田市道                                 | 新屋船場町          | 茨島五丁目            |
| 新川橋             | 秋田運河 | 秋田市道（羽州浜街道）                   | 新屋豊町 新屋天秤野 | 川尻新川町 川尻若葉町 |
| 勝平新橋           | 秋田運河 | 秋田市道                                 | 新屋天秤野          | 川尻町字大川反        |
| 臨海大橋           | 秋田運河 | 国道7号（秋田南バイパス）                | 新屋町字砂奴寄      | 川尻町字大川反        |
| 新港大橋           | 秋田運河 | 秋田県道65号寺内新屋雄和線 秋田臨海鉄道  | 新屋町字砂奴寄      | 寺内字蛭根            |

### 海洋
- 日本海（秋田湾）

## 歴史
黒甜瑣語（こくてんさご）によると、ある人の物語に京都三十三間堂の棟や梁は、小平山（勝平山）から出ていると記されているという。残りの屋材は、ただ一本の柳から造られているという記述もあり、話をいぶかる人もいるし、そもそもこの地区にそのような良材があったのかという話もある。古い絵図にも樹木は記載されていないが、砂の中から古い樹木の根を掘りだすこともあるという。
奈良時代の大地震で日吉神社が新屋に移転して以来、長く無人の砂丘であったが、雄物川放水路の開通に伴い旧雄物川の水位が下がったことによって移住が始まり、「新開地」が建設された。その後も「松美ヶ丘開拓」などによって農地化、住宅地化が進み、昭和40年代以降、急速な発展を遂げた。現在も秋田市の近郊ベッドタウンとして旧防砂林の宅地化が進んでいる。
1961年（昭和36年）に秋田空港が当地に開港した（北緯39度41分58秒 東経140度3分56秒 / 北緯39.69944度 東経140.06556度）。羽田便は当時唯一の東京～秋田間を直接結ぶ高速交通網であったが、海岸に建設されたために強い海風の影響を受けやすく、欠航が多かった。そのため1981年（昭和56年）に河辺郡雄和町（現秋田市）に新空港が開港し、当港は閉鎖された。1998年（平成10年）頃に管制塔などの建物は撤去されたが、現在も滑走路跡のコンクリートが残されている。一部はクレー射撃場（後に由利郡岩城町、現：由利本荘市に移転）や、陸上自衛隊及び交通機動隊の演習地に転用された。また、2000年（平成12年）に秋田県初の風力発電所が建設された。
久保田藩初代藩主佐竹義宣が詠んだ和歌に【勝平や 冨士山かけて太平も 我が世と築く槍留めの城】が有る。「冨士山」は東通明田の丘陵、「太平」は秋田市の最高峰である太平山（標高1170m）、「槍留めの城」は久保田城の別称である「矢留城」を指す。

### 町名の変遷
以下は明記あるものを除き住居表示実施に伴う変更。
| 実施後                                          | 実施年月日      | 実施前                   | 備考                                 |
| ----------------------------------------------- | --------------- | ------------------------ | ------------------------------------ |
| 新屋朝日町 あらやあさひまち                     | 昭和54年4月1日  | 新屋町字下川原（一部）   |                                      |
| 新屋朝日町 あらやあさひまち                     | 昭和54年4月1日  | 新屋豊町（一部）         | 住居表示変更（昭和39年4月1日実施分） |
| 新屋勝平台 あらやかつひらだい                   | 平成元年10月1日 | 新屋町字下川原（一部）   |                                      |
| 新屋勝平台 あらやかつひらだい                   | 平成元年10月1日 | 新屋町字天秤野（一部）   |                                      |
| 新屋勝平台 あらやかつひらだい                   | 平成元年10月1日 | 新屋松美町（一部）       | 住居表示変更（昭和39年4月1日実施分） |
| 新屋勝平町 あらやかつひらまち                   | 昭和39年4月1日  | 新屋町字下川原（一部）   |                                      |
| 新屋勝平町 あらやかつひらまち                   | 昭和39年4月1日  | 新屋町字三ツ小屋（一部） |                                      |
| 新屋勝平町 あらやかつひらまち                   | 昭和39年4月1日  | 新屋町字割山（一部）     |                                      |
| 新屋北浜町 あらやきたはまちょう                 | 平成元年10月1日 | 新屋町字下川原（一部）   |                                      |
| 新屋北浜町 あらやきたはまちょう                 | 平成元年10月1日 | 新屋町字割山（一部）     |                                      |
| 新屋北浜町 あらやきたはまちょう                 | 平成元年10月1日 | 新屋松美町（一部）       | 住居表示変更（昭和39年4月1日実施分） |
| 新屋北浜町 あらやきたはまちょう                 | 平成元年10月1日 | 新屋南浜町（一部）       | 住居表示変更（昭和39年4月1日実施分） |
| 新屋寿町 あらやことぶきまち                     | 昭和39年4月1日  | 新屋町字三ツ小屋（一部） |                                      |
| 新屋寿町 あらやことぶきまち                     | 昭和39年4月1日  | 新屋町字割山（一部）     |                                      |
| 新屋下川原町 あらやしたかわらまち               | 平成元年10月1日 | 新屋町字下川原（一部）   |                                      |
| 新屋天秤野 あらやてんびんの                     | 昭和54年4月1日  | 新屋町字天秤野（一部）   |                                      |
| 新屋天秤野 あらやてんびんの                     | 昭和54年4月1日  | 新屋豊町（一部）         | 住居表示変更（昭和39年4月1日実施分） |
| 新屋天秤野 あらやてんびんの                     | 昭和54年4月1日  | 川尻町字大川反（一部）   |                                      |
| 新屋船場町 あらやふなばまち                     | 昭和39年4月1日  | 新屋町字三ツ小屋（一部） |                                      |
| 新屋船場町 あらやふなばまち                     | 昭和39年4月1日  | 新屋町字割山（一部）     |                                      |
| 新屋松美ガ丘北町 あらやまつみがおかきたちょう   | 昭和54年4月1日  | 新屋町字砂奴寄（一部）   |                                      |
| 新屋松美ガ丘北町 あらやまつみがおかきたちょう   | 昭和54年4月1日  | 新屋町字下川原（一部）   |                                      |
| 新屋松美ガ丘北町 あらやまつみがおかきたちょう   | 昭和54年4月1日  | 新屋町字天秤野（一部）   |                                      |
| 新屋松美ガ丘東町 あらやまつみがおかひがしちょう | 昭和54年4月1日  | 新屋町字下川原（一部）   |                                      |
| 新屋松美ガ丘東町 あらやまつみがおかひがしちょう | 昭和54年4月1日  | 新屋町字天秤野（一部）   |                                      |
| 新屋松美ガ丘南町 あらやまつみがおかみなみちょう | 昭和54年4月1日  | 新屋町字下川原（一部）   |                                      |
| 新屋松美ガ丘南町 あらやまつみがおかみなみちょう | 昭和54年4月1日  | 新屋町字天秤野（一部）   |                                      |
| 新屋松美ガ丘南町 あらやまつみがおかみなみちょう | 平成元年10月1日 | 新屋町字割山（一部）     |                                      |
| 新屋松美ガ丘南町 あらやまつみがおかみなみちょう | 昭和54年4月1日  | 新屋松美町（一部）       | 住居表示変更（昭和39年4月1日実施分） |
| 新屋松美ガ丘南町 あらやまつみがおかみなみちょう | 平成元年10月1日 | 新屋松美町（一部）       | 住居表示変更（昭和39年4月1日実施分） |
| 新屋松美ガ丘南町 あらやまつみがおかみなみちょう | 平成元年10月1日 | 新屋割山町（一部）       | 住居表示変更（昭和39年4月1日実施分） |
| 新屋松美町 あらやまつみまち                     | 昭和39年4月1日  | 新屋町字下川原（一部）   |                                      |
| 新屋松美町 あらやまつみまち                     | 平成元年10月1日 | 新屋町字下川原（一部）   |                                      |
| 新屋松美町 あらやまつみまち                     | 昭和39年4月1日  | 新屋町字割山（一部）     |                                      |
| 新屋松美町 あらやまつみまち                     | 平成元年10月1日 | 新屋町字割山（一部）     |                                      |
| 新屋松美町 あらやまつみまち                     | 平成元年10月1日 | 新屋松美町（一部）       | 住居表示変更（昭和39年4月1日実施分） |
| 新屋松美町 あらやまつみまち                     | 平成元年10月1日 | 新屋南浜町（一部）       | 住居表示変更（昭和39年4月1日実施分） |
| 新屋南浜町 あらやみなみはままち                 | 昭和39年4月1日  | 新屋町字三ツ小屋（一部） |                                      |
| 新屋南浜町 あらやみなみはままち                 | 昭和39年4月1日  | 新屋町字割山（一部）     |                                      |
| 新屋南浜町 あらやみなみはままち                 | 平成元年10月1日 | 新屋町字割山（一部）     |                                      |
| 新屋南浜町 あらやみなみはままち                 | 平成2年5月1日   | 新屋南浜町（一部）       | 住居表示変更（昭和39年4月1日実施分） |
| 新屋豊町 あらやゆたかまち                       | 昭和39年4月1日  | 新屋町字上野             |                                      |
| 新屋豊町 あらやゆたかまち                       | 昭和39年4月1日  | 新屋町字下川原（一部）   |                                      |
| 新屋豊町 あらやゆたかまち                       | 昭和54年4月1日  | 新屋町字下川原（一部）   |                                      |
| 新屋豊町 あらやゆたかまち                       | 昭和39年4月1日  | 新屋町字天秤野（一部）   |                                      |
| 新屋豊町 あらやゆたかまち                       | 昭和54年4月1日  | 新屋町字天秤野（一部）   |                                      |
| 新屋豊町 あらやゆたかまち                       | 昭和49年8月1日  | 新屋豊町（一部）         | 住居表示変更（昭和39年4月1日実施分） |
| 新屋割山町 あらやわりやままち                   | 昭和39年4月1日  | 新屋町字下川原（一部）   |                                      |
| 新屋割山町 あらやわりやままち                   | 昭和39年4月1日  | 新屋町字三ツ小屋（一部） |                                      |
| 新屋割山町 あらやわりやままち                   | 昭和39年4月1日  | 新屋町字割山（一部）     |                                      |
| 新屋割山町 あらやわりやままち                   | 平成元年10月1日 | 新屋松美町（一部）       | 住居表示変更（昭和39年4月1日実施分） |
| 向浜一丁目 むかいはま いっちょうめ              | 平成3年10月1日  | 新屋町字砂奴寄（一部）   |                                      |
| 向浜二丁目 むかいはま にちょうめ                | 平成3年10月1日  | 新屋町字砂奴寄（一部）   |                                      |

## アクセス
- 秋田中央交通バス「川尻・割山線」「新屋西線」「商業高校線」
- 国道7号秋田南バイパスが通っている。車窓から風力発電の風車が臨める。
- JRの駅は、距離的には羽越本線の羽後牛島駅が最寄りだが、牛島方面から秋田運河を渡る橋が少なく遠回りが必要なため、バスが通じている秋田駅へ出るのが現実的である。

## 主な文教施設
- 秋田市立勝平中学校
- 秋田市立勝平小学校
- 秋田市立秋田商業高等学校

## 警察関係施設
- 秋田県警察運転免許センター
- 秋田県警察学校
- 秋田県警察機動隊

## 参考資料
- 秋田市 - 地名小辞典